# Frank Richards
Frank Anson Richards (20 de febrero de 1887 - 7 de febrero de 1969) fue un artista de carnaval y vodevil cuyo acto consistió en recibir fuertes golpes en el estómago.
Richards comenzó permitiendo que la gente (incluido el campeón de pesos pesados Jack Dempsey) lo golpee en el estómago. Dempsey le golpeó en el estómago un total de setenta y cinco veces. Luego avanzó para dejar que la gente saltara sobre su vientre, siendo golpeado por un dos-por-cuatro, por un martillo, y finalmente recibió un disparo de 47 kg (104 libras) de bala de cañón desde un cañón de 3.6 metros (12 pies) con resorte. Richards limitó su acto de bala de cañón a dos veces por día, ya que realizarlo con más frecuencia era demasiado doloroso.

## Primeros años
Frank Anson Richards nació de Richard Jones Richards y Ellen Elizabeth Richards el 20 de febrero de 1887, en la ciudad de Minneapolis, en el estado de Kansas, en el condado de Ottawa Tenía dos hermanos, su hermana Rose May Richards y su hermano Edwin H. Richards, quienes terminarían en Long Beach, California también. Antes de convertirse en artista intérprete o ejecutante, Richards sirvió en la Primera Guerra Mundial.

## Carrera
Antes de 1924, Richards se unió al mundo teatral de vodevil, creando un acto para sí mismo al exhibir cuánto "castigo" podría soportar su estómago. Estos incluían ser golpeado en el plexo solar con un martillo, arietes y permitir que la gente saltara sobre su abdomen. También le permitió al campeón boxeador Jack Dempsey golpearlo en el vientre, para demostrar su fortaleza.
El acto más famoso de Richards involucró que le dispararan una bola de cañón de más de 45 kg (más de 100 libras). Hizo este acto dos veces al día durante el apogeo de su carrera, pero más de eso fue demasiado doloroso.

### Mecánica del acto de bala de cañón
El acto más famoso de también ha generado mucha controversia en los últimos tiempos, sobre cómo se hizo el "truco". Esto se debe al hecho de que una bala disparada con toda su fuerza mataría un ser humano, y probablemente habría matado a Richards. Con esto, los escépticos han analizado su acto como de un cañón cargado de resorte, una bala de cañón hueca, y la manipulación a través de la "magia de película".
La idea que los clips fueron manipulados y que la bala de cañón era hueca son mitos. La bala de cañón pesaba un total de 47 kilos (104 libras), lo que significa que el acto fue demasiado doloroso para que Richards hiciera más de dos veces por día. El cañón, sin embargo, estaba cargado por resorte para garantizar que no disparara demasiado. A pesar de tener una carga de resorte, la bala de cañón aún se disparaba a corta distancia con una fuerza que probablemente mataría una persona normal. El hecho de que se trataba de un cañón cargado de resorte nunca se cubrió, ya que el acto todavía era "desafiante para la muerte" e impresionante.

## Vida personal
Richards convirtió a Long Beach, California en su hogar permanente, a pesar de recorrer mucho por trabajo. Él era cristiano, miembro de la Iglesia Presbiteriana de Pomona. Como orgulloso veterano, Richards fue miembro de la  Legión Americana Postal, y ofreció espectáculos gratuitos en reuniones de la Legión, Clubes Elks, y muchos campamentos militares durante Segunda Guerra Mundial.
Debido a su acto que consistía en ser golpeado en el intestino,  se familiarizó con la mayoría de los campeones de boxeo de la época. Estos incluyen a Jim Jeffries, Jack Johnson, Ad Wolgast, Joe Rivers, Joe Lewis, Jesse Willard y Jack Dempsey.

## Muerte
Richards murió el 7 de febrero de 1969, a la edad de 81 años, en Long Beach, California, donde había vivido muchos años. Fue enterrado en el cementerio y mausoleo de Pomona, en California.

## En la cultura popular
Un corto clip de Richards realizando su truco de bala de cañón se ha convertido en un ejemplo bien conocido de material de archivo en la cultura popular.
En el episodio "The Chip (Parte 1)" del programa de televisión de dibujos animados "Freakazoid!, el conocido clip de material de archivo se jugó con una narración que describía las hazañas de Richards. También se usó en el documental de 1977 "Gizmo!, el episodio "Fairly OddBaby" de "The Fairly OddParents", y en el episodio "Chuck versus the Fear of Death" de "Chuck", además de ser referenciado en el episodio de "Seinfeld" episodio "The Apology".
En sus usos más notables,  se realizó una parodia en el episodio "Homerpalooza" de Los Simpson, y una imagen fija del clip se utilizó para la portada del álbum de Van Halen III. "Homerpalooza" muestra a Homer Simpson convirtiéndose en una rareza de carnaval haciendo el acto de Richards (siendo un atrapador de cañón), pero luego de que se revela que lo mataría si continuaba. Curiosamente, en el episodio The Problem with Popplers de su serie hermana Futurama, en el gag de la pantalla aparece material de archivo de Richards recibiendo el cañonazo.

## Filmografía

### Televisión
| Año  | Título                          | Función                        | Notas                                          |
| ---- | ------------------------------- | ------------------------------ | ---------------------------------------------- |
| 1995 | Freakazoid!                     | Él mismo (tomas de archivo)    | Utilizado en el episodio "El Chip (Parte 1)"   |
| 1995 | Extremadamente Extraño          | Él mismo (imágenes de archivo) | Película de televisión                         |
| 1999 | Sideshow: Vivo en el Interior   | (imágenes de archivo)          |                                                |
| 2000 | Ripley aunque usted no lo crea! | Él mismo (imágenes de archivo) | Documental de película de la televisión        |
| 2008 | The Fairly OddParents           | Él mismo (imágenes de archivo) | Clip utilizado en el episodio "Fairly OddBaby" |